# Eugenio Scalfari
Eugenio Scalfari (ur. 6 kwietnia 1924 w Civitavecchii, zm. 14 lipca 2022 w Rzymie) – włoski dziennikarz, pisarz i polityk, poseł do Izby Deputowanych, redaktor naczelny gazet „l’Espresso” oraz „la Repubblica”.

## Życiorys
Po ukończeniu szkoły średniej podjął w Rzymie studia prawnicze. W ich trakcie pracował w faszystowskiej gazecie „Roma Fascista”. Po II wojnie światowej dołączył do Włoskiej Partii Liberalnej, w połowie lat 50. współtworzył Partię Radykalną, a w pierwszej połowie lat 60. związał się z Włoską Partią Socjalistyczną. Był zatrudniony w Banca Nazionale del Lavoro, po czym ponownie zajął się dziennikarstwem w „Il Mondo” i „L’Europeo”.
W 1955 należał do założycieli „l’Espresso”, od 1963 do 1968 pełnił funkcję redaktora naczelnego tej gazety. W 1963 z ramienia socjalistów został wybrany na radnego Mediolanu. W 1967 był współautorem głośnego tekstu śledczego, w którym zarzucono generałowi Giovanniemu de Lorenzo przygotowywanie zamachu stanu (tzw. Piano Solo). Od 1968 do 1972 sprawował mandat posła do Izby Deputowanych V kadencji.
W 1976 założył gazetę „la Repubblica”, która stała się jednym z największych dzienników we Włoszech. Przez 20 lat do 1996 zajmował stanowisko redaktora naczelnego.
Był autorem licznych publikacji książkowych, m.in. L’autunno della Repubblica (1969), Razza padrona (1974, współautor), Interviste ai potenti (1979), Come andremo a incominciare? (1981, współautor), L’anno di Craxi (1984), Incontro con io (1994), Alla ricerca della morale perduta (1995), Il labirinto (1998), La ruga sulla fronte (2001).

## Odznaczenia
Odznaczony Orderem Zasługi Republiki Włoskiej I i II klasy oraz Kawalerią Legii Honorowej.